# St. Antonius von Padua (Reischach)

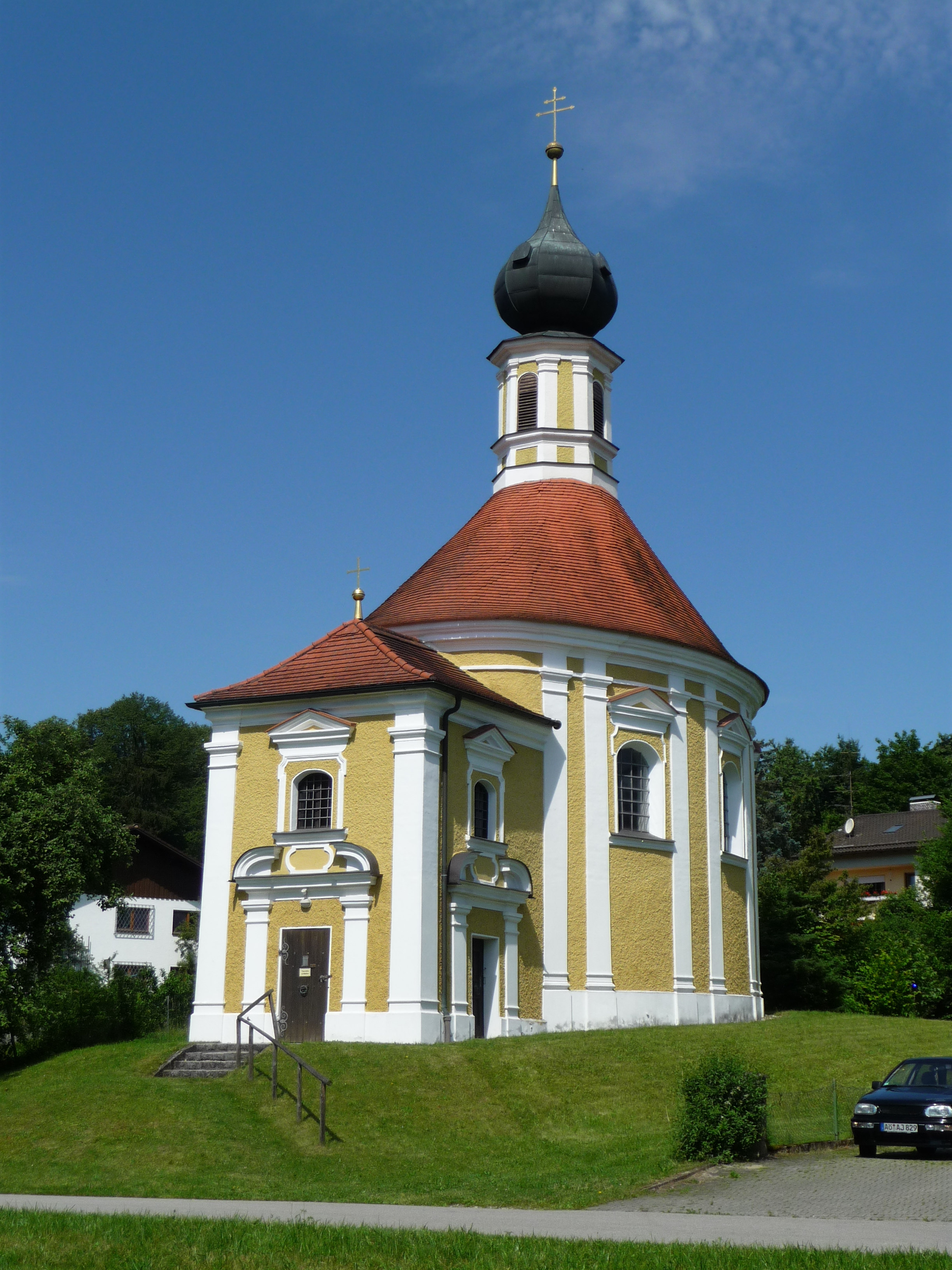
St. Antonius von Padua in Reischach

Die römisch-katholische Wallfahrtskirche St. Antonius von Padua steht in Reischach, einer Gemeinde im oberbayerischen Landkreis Altötting. Die Kirche steht unter Denkmalschutz und ist in der Liste der Baudenkmäler in Reischach unter der Nr. D-1-71-129-3 eingetragen. Sie gehört zum Dekanat Altötting im Bistum Passau.

## Geschichte
Die Kirche wurde 1695 bis 1699 unter Leitung des Neuöttinger Stadtbaumeisters Mathias Weidtinger erbaut. Am 6. Oktober 1700 erfolgte die Weihe durch den Bischof von Chiemsee, Sigmund Graf von Castellbarco. 1711 wurde die Sakristei vergrößert. Nach einer Außenrenovierung 1995/96 wurde der Innenraum 1999 renoviert. 2010 wurde der Glockenstuhl gesichert und der Dachstuhl renoviert.

## Baubeschreibung
Der barocke Zentralbau auf ovalem Grundriss hat durch Pilaster gegliederte Wände. Er ist mit einem Kegeldach bedeckt, das von einer achteckigen Laterne mit abschließender Zwiebelhaube gekrönt ist. Der Dachturm enthält hinter den Klangarkaden den Glockenstuhl mit zwei Kirchenglocken. Der Vorbau im Südosten der Kirche birgt das mit einem Sprenggiebel bedeckte Portal. In seinem Innenraum ist eine Empore eingebaut.

## Ausstattung
Der Altar entstand um 1700. Das ursprüngliche Altarblatt ist verbrannt und wurde durch ein Gemälde des hl. Antonius von Padua mit Jesuskind ersetzt. Gemalt wurde dieses von Karl Keller 1862. Die linke Assistenzfigur stellt den hl. Josef mit Jesuskind dar und die rechte den hl. Joachim mit Maria als Kind. Oben ist die heilige Dreifaltigkeit dargestellt.
Die geschnitzte Figur an der Seitenwand stellt den hl. Sebastian dar und ist aus der Mitte des 16. Jahrhunderts. Das im Gewölbe hängende Kruzifix ist aus der Zeit um 1700. Im Vorhaus findet sich eine steinerne Votivtafel des Franz Probst, bezeichnet 1655. Die beiden Glocken wurden 1984 von Otto Saliter sen. aus Reischach.gestiftet.